# Estigmene sabulosa
Estigmene sabulosa là một loài bướm đêm thuộc phân họ Arctiinae, họ Erebidae.